# 斯通 (英國國會選區)
斯通（英語：Stone），英國國會一郡選區，位於英格蘭斯塔福德郡西部，包括斯塔福德區西北部和紐卡斯爾安德萊姆南部兩個地方選區。
本區始創於1918年，1950年被撤。自1997年恢復至今當區議員為保守黨的比爾·卡什。他在2010年大選以45.2%選票成功連任。